# Chéry-lès-Rozoy
Chéry-lès-Rozoy ist eine französische Gemeinde mit 97 Einwohnern (Stand 1. Januar 2022) im Département Aisne in der Region Hauts-de-France (vor 2016 Picardie). Sie gehört zum Arrondissement Vervins, zum Kanton Vervins und zum Gemeindeverband Portes de la Thiérache.

## Geographie
Die Gemeinde Chéry-lès-Rozoy liegt an der Serre am Ostrand der Landschaft Thiérache. Nachbargemeinden von Chéry-lès-Rochoy Archon im Norden, Rozoy-sur-Serre im Osten, Soize im Süden, Sainte-Geneviève im Südwesten sowie Dolignon im Nordwesten.

## Geschichte
Die Gemeinde wurde am 1. Januar 2017 durch Erlass der Präfektur aus dem Arrondissement Laon in das Arrondissement Vervins eingegliedert.

### Bevölkerungsentwicklung
| Jahr                       | 1962 | 1968 | 1975 | 1982 | 1990 | 1999 | 2011 | 2021 |
| Einwohner                  | 167  | 142  | 144  | 145  | 100  | 114  | 107  | 91   |
| Quellen: Cassini und INSEE |      |      |      |      |      |      |      |      |

## Sehenswürdigkeiten

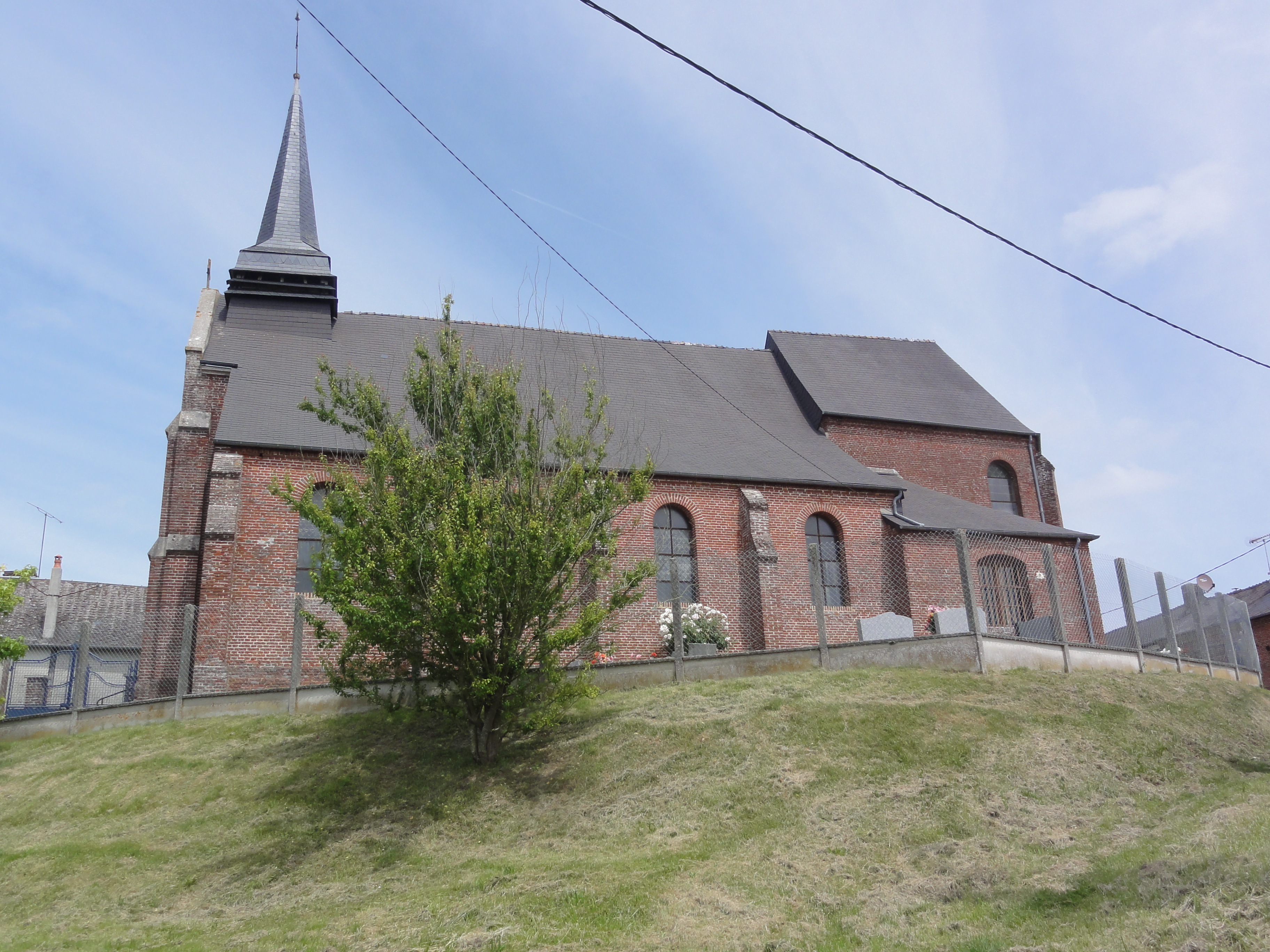
Kirche Saint-Jean-Baptiste
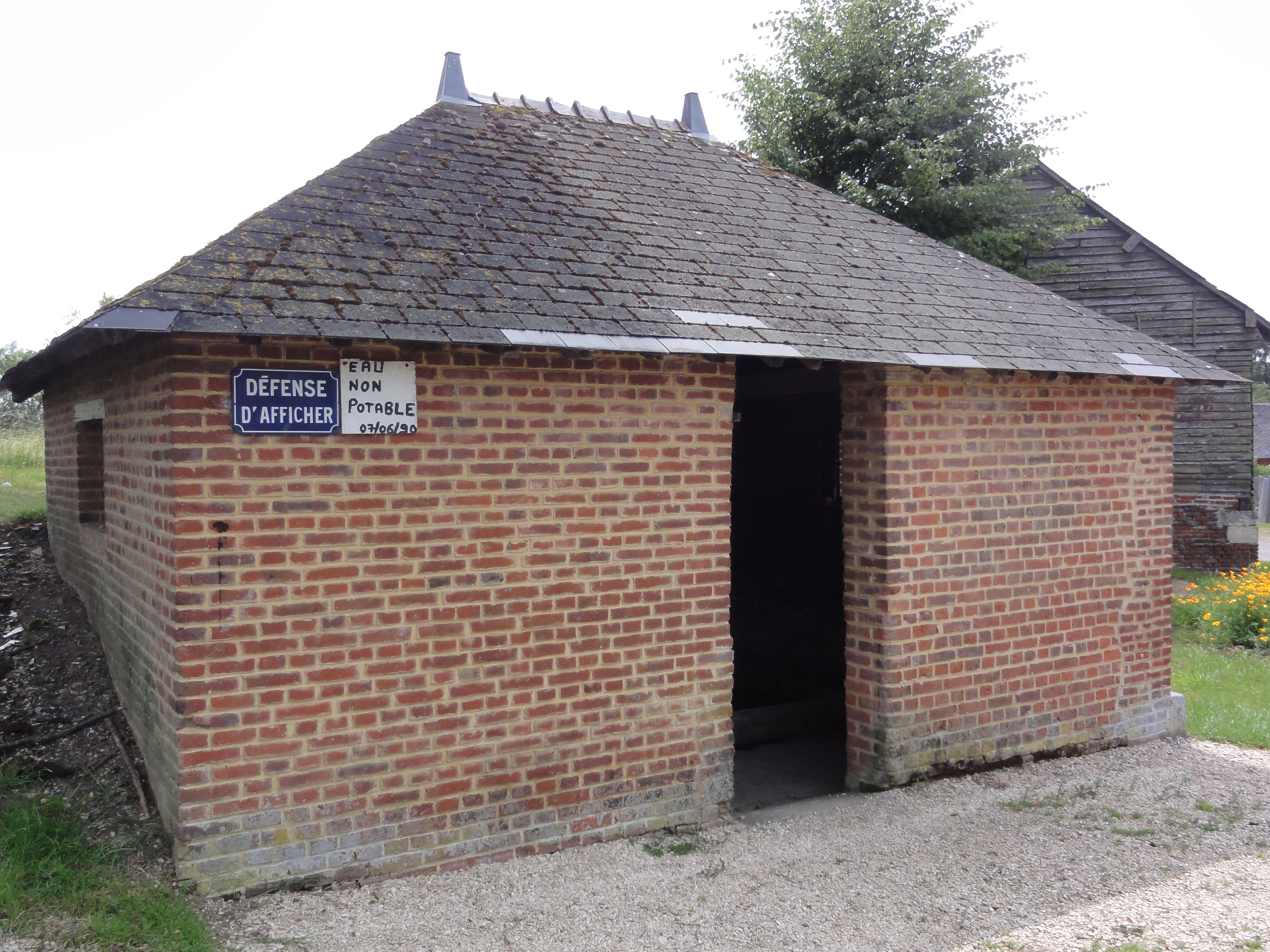
Lavoir
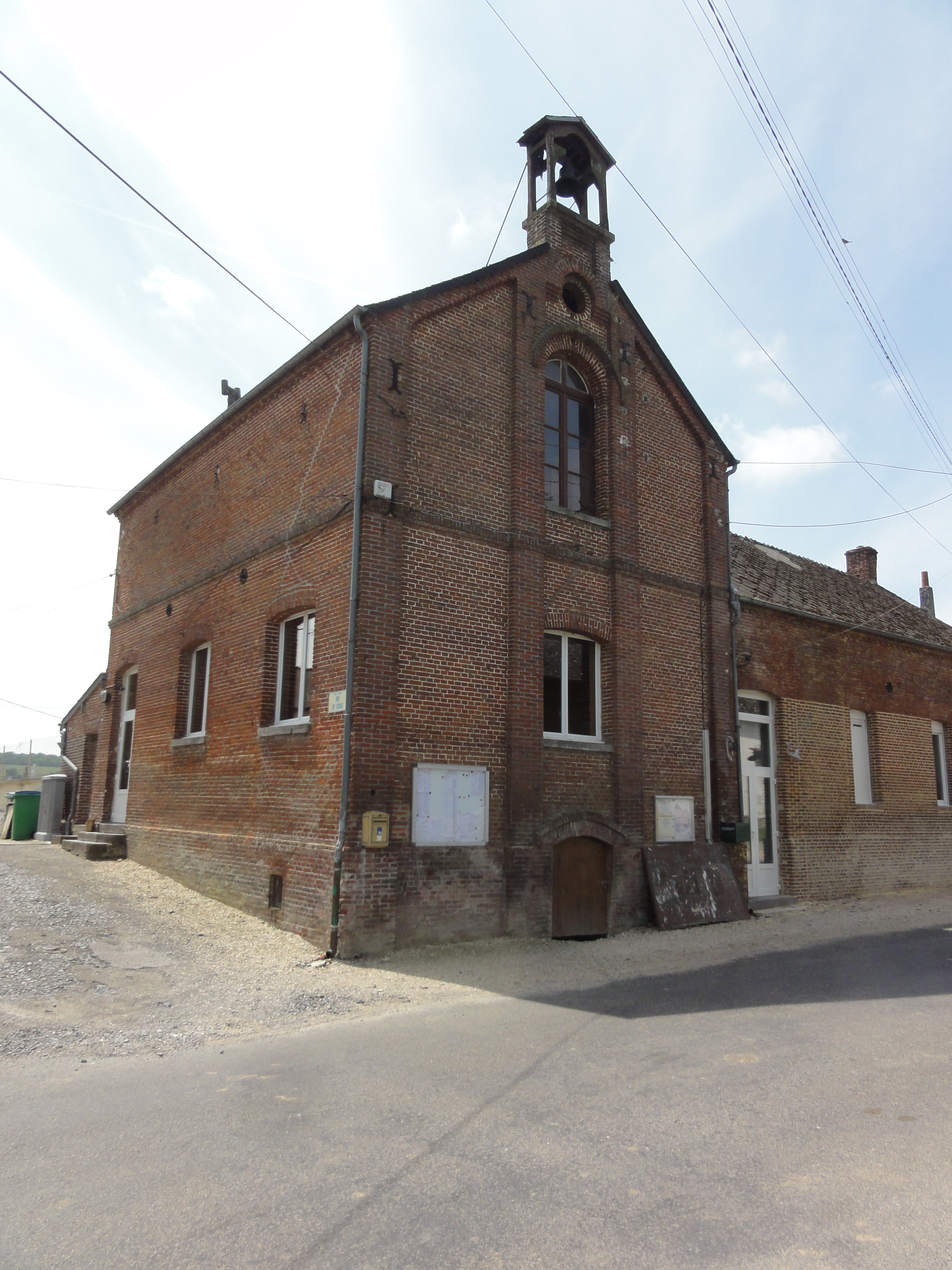
Schule mit Glockenturm von Chéry-lès-Rozoy

- Kirche Saint-Jean-Baptiste
- Lavoir
- Schule mit Glockenturm von Chéry-lès-Rozoy